# Acanthodela erythrosema
Acanthodela erythrosema là một loài bướm đêm thuộc họ Oecophoridae. Nó được tìm thấy ở Lãnh thổ Thủ đô Úc, New South Wales, Queensland, South Úc, Tasmania và Victoria.

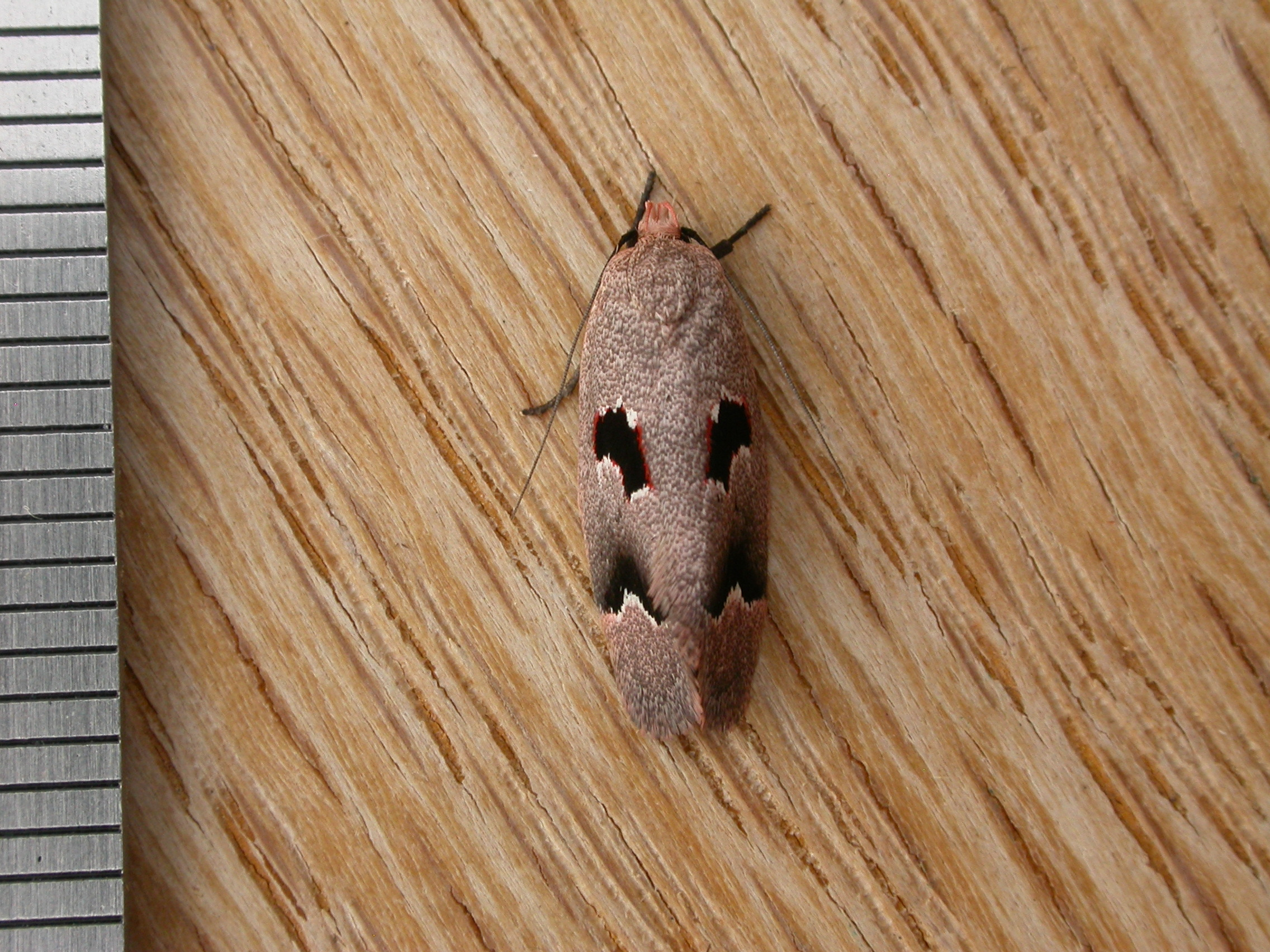

The larvae have feed on lá chết của loài Eucalyptus. Chúng sinh sống trong một cái kén hình ô van làm bằng lá cây chết.

## Hình ảnh

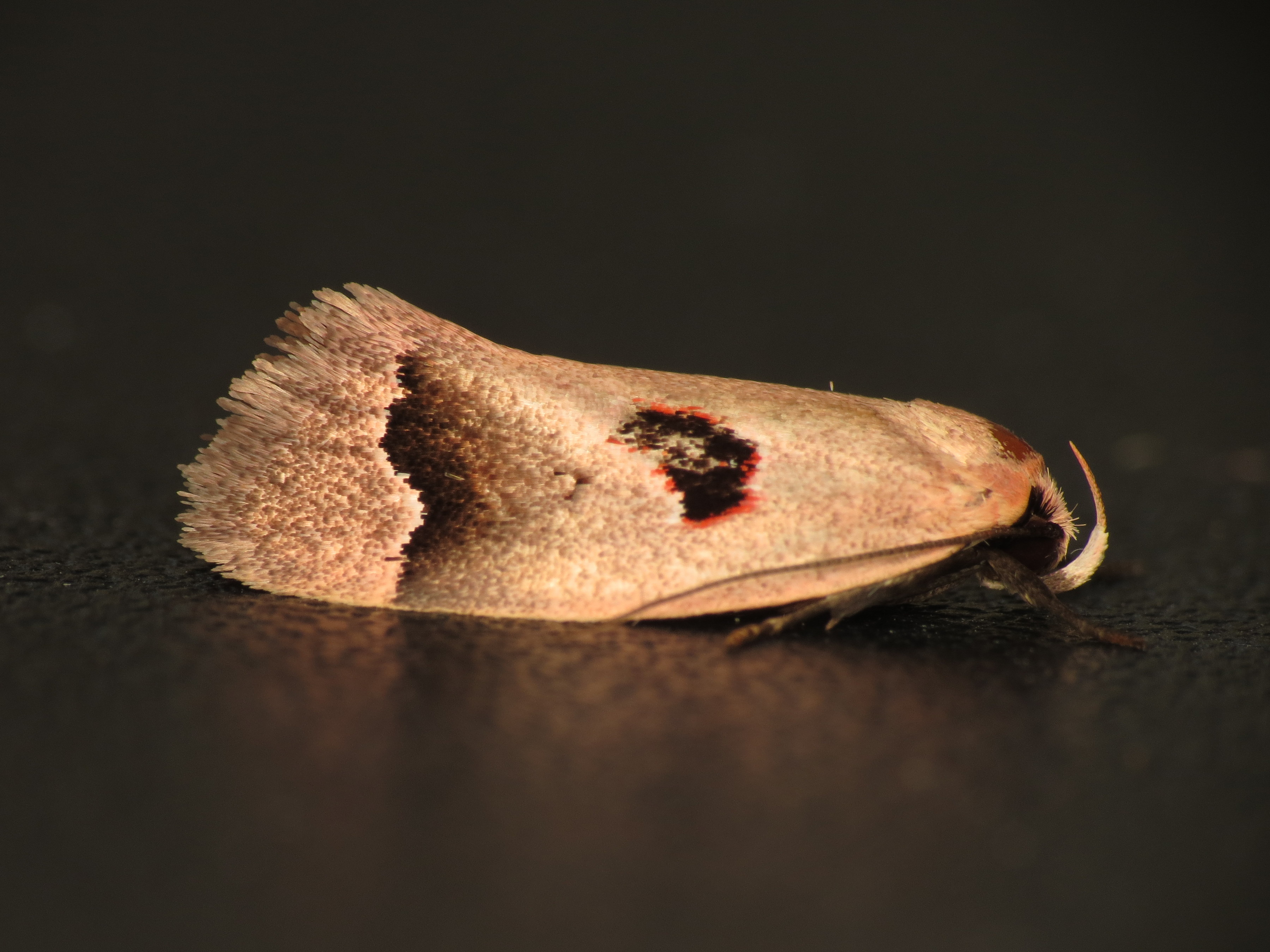
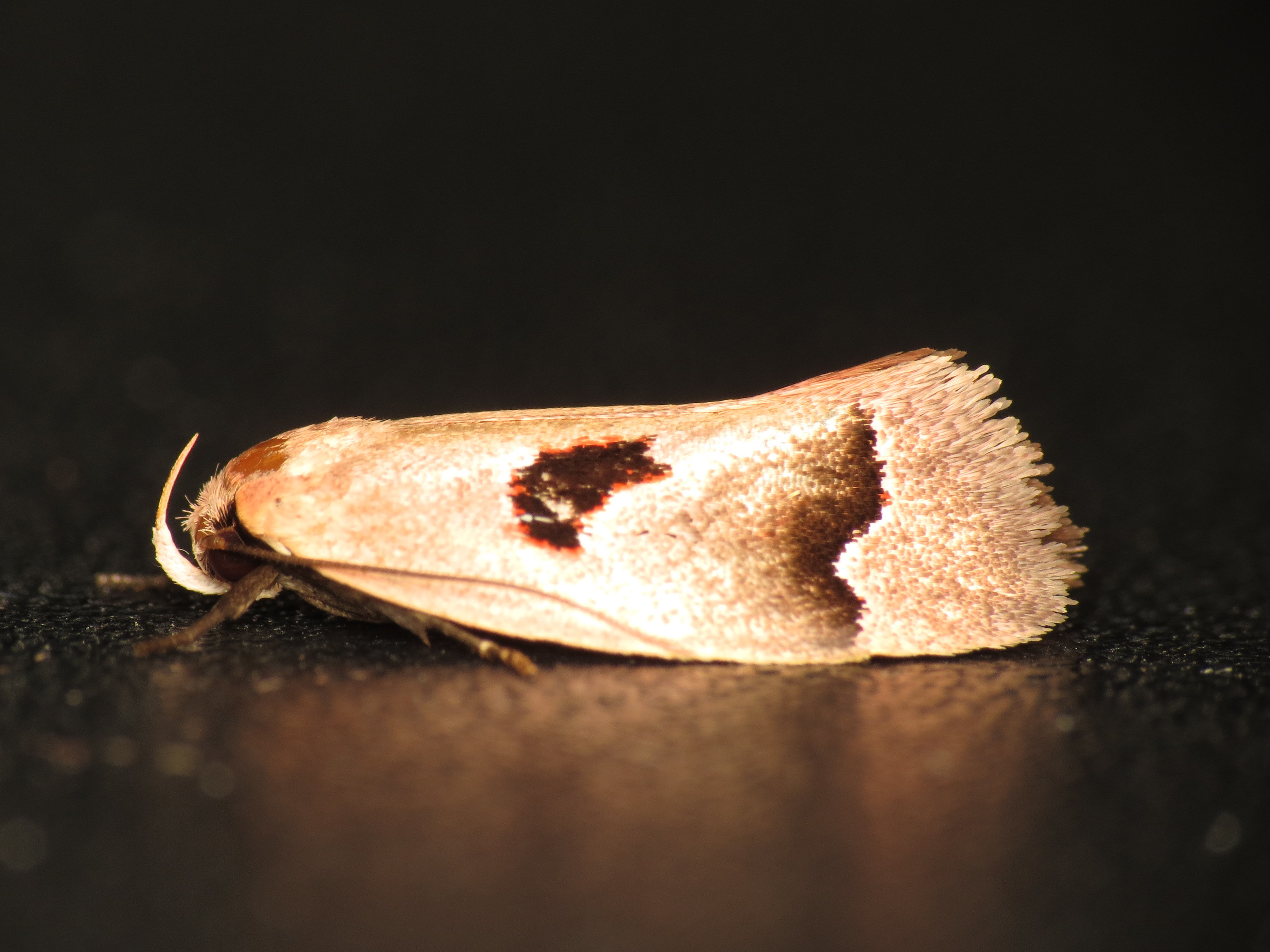